# Église Saint-Martin du Tiercent
Pour les articles homonymes, voir Église Saint-Martin.
L’église Saint-Martin est un édifice religieux situé au Tiercent, dans le département français d'Ille-et-Vilaine, en région Bretagne.

## Localisation
L'église se trouve dans le bourg tout à l'est du territoire de la commune. Elle est entourée d'un cimetière, lui-même entouré d'une forêt. Le château du Tiercent se trouve juste de l’autre côté de cette forêt.

## Histoire
L’occupation du site est très ancienne. On trouve six sarcophages gallo-romains creusés à même le roc et situés près du cimetière.
L’église est bâtie au XIIe s à proximité du château du Tiercent, sans bourg à proximité jusqu’à une époque récente. On peut supposer que la création de la paroisse soit une initiative des seigneurs locaux.
De l’époque romane subsiste le gros œuvre de la nef et deux petites fenêtres très ébrasées dans les murs nord et sud. 
La paroisse apparaît dans les archives au XIIIe s : en 1221, le recteur du Tiercent est opposé aux religieuses de l'abbaye de Saint-Sulpice-des-Bois dans un différend sur les dîmes de la masure de Chantelou. 
Aux XVe et XVIe, elle est flanquée d’un porche au sud et d’une chapelle seigneuriale au nord.
Au XVIIIe siècle, le chœur est remanié, ainsi que la chapelle nord, et on élève une chapelle au sud pour obtenir un plan en croix latine. 
L'église est inscrite aux monuments historiques depuis le 14 octobre 1926.

## Architecture
L’église présente un plan en croix latine à chevet plat, avec porche latéral au sud. Le pignon ouest porte un clocher en charpente. L'édifice est couvert de lambris.

La chapelle nord communique avec le chœur par une arcade ogivale aigüe.

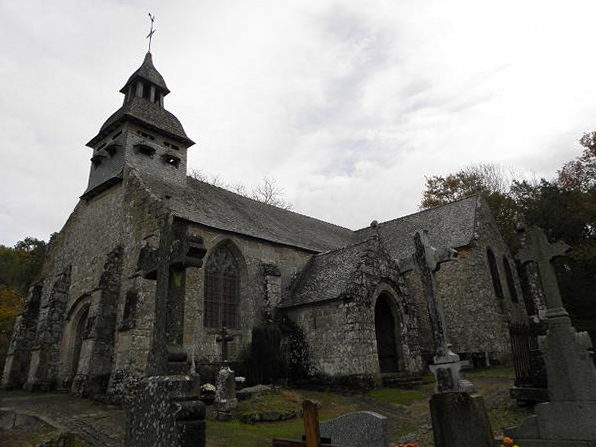
Façade occidentale et flanc sud de l'église.
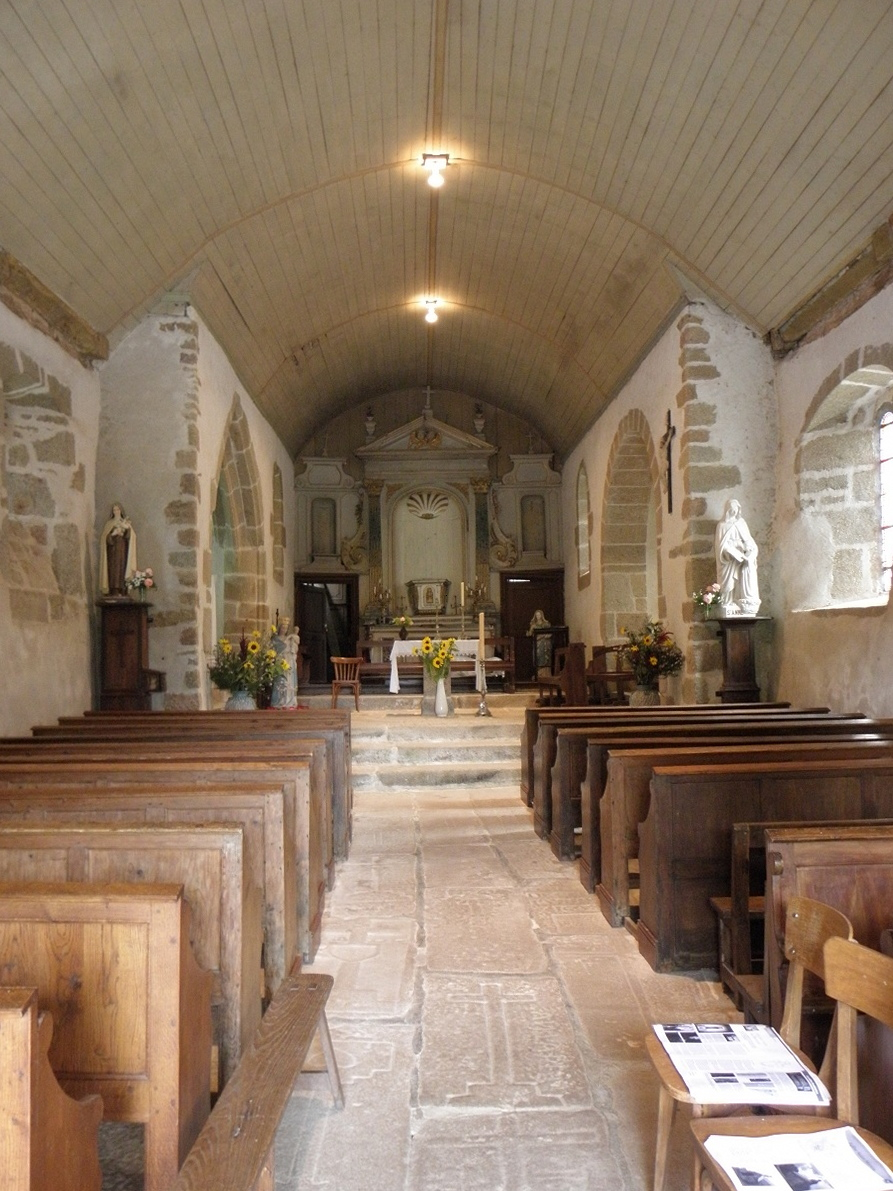
Nef de l'église.
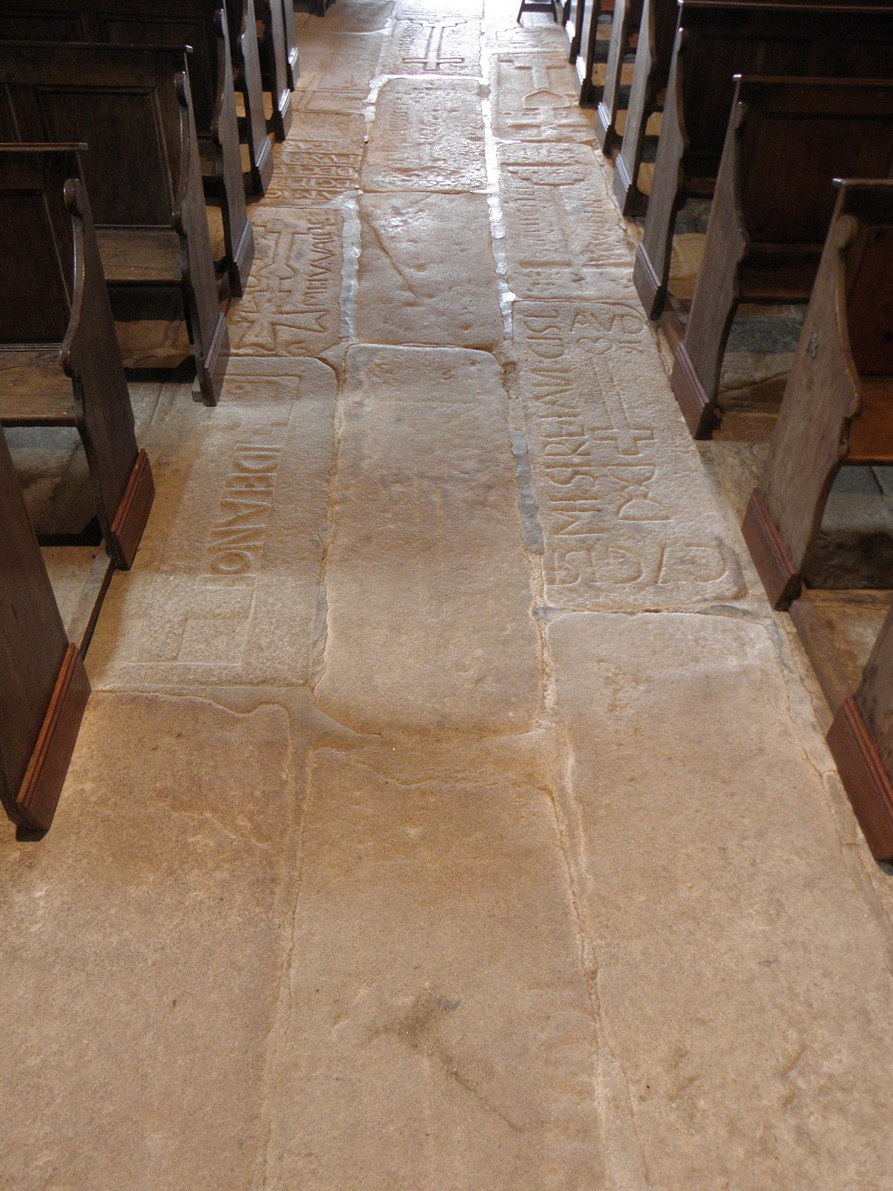
Pierres tombales du sol de la nef.
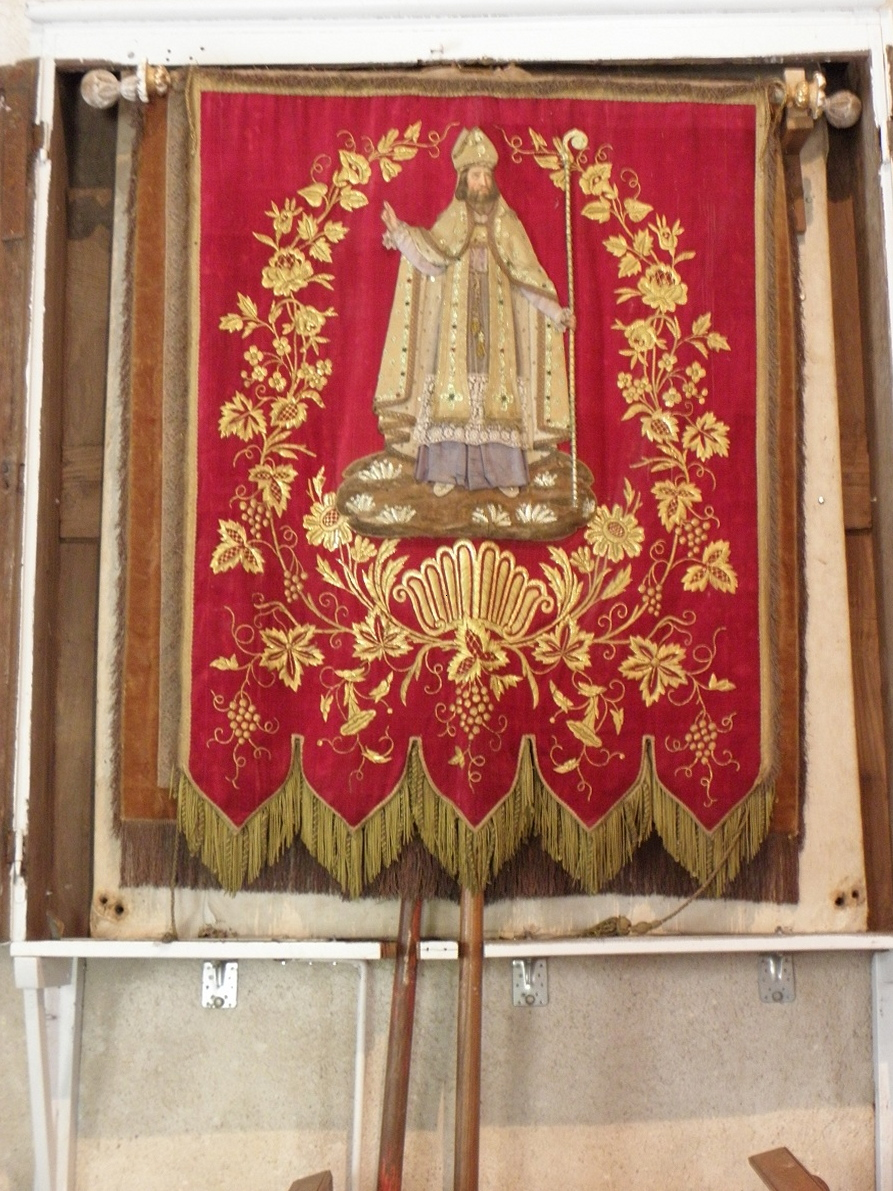
Bannière.